# دشتنا (ناحیه بلانسکو)
دشتنا (به چکی: Deštná) یک منطقهٔ مسکونی در جمهوری چک است که در ناحیه بلانسکو واقع شده‌است. دشتنا ۳٫۲۹ کیلومتر مربع مساحت و ۲۲۵ نفر جمعیت دارد و ۴۴۲ متر بالاتر از سطح دریا واقع شده‌است.